# A Divina Comédia ou Ando Meio Desligado
A Divina Comédia ou Ando Meio Desligado es el tercer álbum de estudio de la banda brasileña Os Mutantes. Lanzado al mercado tras convertirse en exitosos y controversiales artistas a gran escala dentro de Brasil y luego de largos viajes por parte de los integrantes de la banda al exterior. Con Gilberto Gil y Caetano Veloso exiliados en Londres, los Mutantes tendrían que enfrentar duras críticas por parte de los artistas brasileños más puristas por el uso de instrumentos eléctricos, críticas que la banda simplemente desoyó. Este disco supone una evolución musical importante dentro del estilo del grupo a nivel conceptual tanto como a nivel técnico, además de la inclusión de Arnolpho Lima Jr., también conocido como Liminha, en el bajo.

## Canciones
1. Ando Meio Desligado (4:47)
  - (Rita Lee/ Sérgio Días Baptista/ Arnaldo Baptista)
2. Quem Tem Medo de Brincar de Amor (3:45)
  - (Arnaldo Baptista/ Rita Lee)
3. Ave, Lúcifer (2:19)
  - (Arnaldo Baptista/ Rita Lee/ Elcio Decário)
4. Desculpe, Babe (2:50)
  - (Rita Lee/ Arnaldo Baptista)
5. Meu Refrigerador Não Funciona (6:22)
  - (Rita Lee/ Sérgio Días Baptista/ Arnaldo Baptista)
6. Hey Boy (2:47)
  - (Arnaldo Baptista/ Elcio Decário)
7. Preciso Urgentemente Encontrar Um Amigo (3:50)
  - (Roberto Carlos/ Erasmo Carlos)
8. Chão de Estrelas (3:12)
  - (Orestes Barbosa/ Sílvio Caldas)
9. Jogo de Calçada (4:09)
  - (Arnaldo Baptista/ Wandler Cunha/ Ilton Oliveira)
10. Haleluia (3:40)
  - (Arnaldo Baptista)
11. Oh! Mulher Infiel (4:17)
  - (Arnaldo Baptista)

## Reedición en CD
El 2006, Universal reeditó y remasterizó todos los CD de Os Mutantes debido al creciente interés y popularidad de la banda. En todas las reediciones se conservó el orden, nombre, duración y arte de los vinilos originales, añadiendo, además, las letras de las canciones y pequeñas reseñas correspondientes para cada álbum.

## Créditos

### Mutantes
- Arnaldo Baptista - teclado, bajo y voz.
- Rita Lee - voz, percusión y efectos.
- Sérgio Dias - guitarra, bajo y voz

### Equipo técnico
- Arnaldo Saccomani - producción
- Mutantes y Rogério Duprat - Arreglos
- João Kibelskis - técnico de sonido
- Cynira Arruda - fotos
- Lincoln - diagramación

### Participaciones especiales
- Dinho Leme - batería y percusión
- Raphael Vilardi - backing vocals en Hey Boy y guitarra en Chão de Estrelas
- Liminha - bajo en Hey Boy, Quem Tem Medo de Brincar de Amor, Desculpe, Babe y Preciso Urgentemente Encontrar Um Amigo.
- Naná Vasconcelos - Congas en Ando Meio Desligado y Desculpe, Babe.